# Dornenapparat
Der Dornenapparat, auch Spine-Apparat (von engl. spine apparatus) genannt, ist ein Organell, das sich in den Dornenfortsätzen von Dendriten bei bestimmten Populationen von Nervenzellen findet. Es handelt sich hierbei um einen Bereich des glatten endoplasmatischen Retikulums, der innerhalb der Köpfe von Dornenfortsätzen liegt und für die Ausbildung synaptischer Plastizität von Bedeutung ist, insbesondere bei der Langzeit-Potenzierung.

## Vorkommen
Der Dornenapparat kommt nur in einem Teil der dornenfortsatztragenden Nervenzellen vor und typischerweise in pilzförmigen Dornenfortsätzen. Das für die Ausbildung des Spine-Apparates notwendige Synaptopodin wird in verschiedenen Regionen des Großhirns gebildet. Besonders gut ist der Dornenapparat in Nervenzellen des Hippocampus untersucht worden. So besitzen gut ein Drittel der Granulazellen des Gyrus dentatus und etwa 20 % der Neuronen in der CA1-Region des Hippocampus einen Spine-Apparat, des Weiteren ist er auch in der CA3-Region zu finden.

## Funktion
Der Dornenapparat spielt bei der Langzeit-Potenzierung vor allem als Calciumspeicher eine Rolle. Fehlt der Spine-Apparat, so kommt es bei Glutamatfreisetzung an der Synapse zu einem geringeren Calciumeinstrom in das betroffene Neuron und zu einem verringerten Einbau eines ionotropen Glutamatrezeptors (AMPA-Rezeptor) in die postsynaptische Membran. Doch nicht nur an der Langzeitpotenzierung, sondern auch an der Langzeit-Depression ist der Spine-Apparat beteiligt. Dies wird über einen metabotropen Glutamatrezeptor vermittelt. Synaptische Plastizität ist essentiell für Lernvorgänge. So zeigen Mäuse, denen das Gen für Synaptopodin und daher ein funktionsfähiger Dornenapparat fehlt, Defizite bei Lern- und Gedächtnisaufgaben.